# Мітя Іленич
Мітя Іленич (словен. Mitja Ilenič, нар. 26 грудня 2004, Словенія) — словенський футболіст, фланговий захисник клубу МЛС «Нью-Йорк Сіті».

## Ігрова кар'єра

### Клубна
Свою футбольну кар'єру Мітя Іленич розпочав у віці шести років в молодіжній команді клубу «Бела Крайїна». У 2019 році футболіст приєднався до клубу «Домжале». Починав грати Іленич на позиції нападника і тільки згодом був переведений на правий фланг захисту. У віці шістнадцяти років Іленич підписав з «Домжале» перший професійний контракт. Дебют на дорослому рівні Іленича відбувся 22 травня 2021 року в останньому турі чемпіонату країни проти «Алюмінія».
В жовтні 2022 року Іленич продовжив контракт з клубом до 2025 року. Протягом 2022 року захисник зарекомендував себе як постійний гравець основи команди і в його послугах були зацікавлені ряд іноземних клубів. Серед яких австрійський «Штурм», італійська «Верона», чеська «Спарта» та клуб МЛС «Нью-Йорк Сіті».
Саме з американським клубом в січні 2023 року футболіст уклав угоду до кінця 2026 року. 25 лютого 2023 року Іленич зіграв першу гру в чемпіонаті МЛС.

### Збірна
Мітя Іленич виступав за всі вікові збірні Словенії. Дебютувавши в складі молодіжної збірної Словенії 25 березня 2022 року у віці 17 років, два місяці і 27 днів, Іленич став другим наймолодшим гравцем збірної після Яна Облака за всю історію.
20 січня 2024 року у товариському матчі проти команди США Іленич дебютував у складі національної збірної Словенії.